# Indigofera densiflora
Indigofera densiflora är en ärtväxtart som beskrevs av Martin Martens och Henri Guillaume Galeotti. Indigofera densiflora ingår i släktet indigosläktet, och familjen ärtväxter. Inga underarter finns listade i Catalogue of Life.